# Торелли, Барбара
Барбара Торелли (итал. Barbara Torelli Bentivoglio Strozzi) (ок. 1475 — ок. 1533) — итальянская аристократка периода Возрождения, подруга Лукреции Борджиа и жена поэта Эрколе Строцци, по случаю убийства которого через 13 дней после их свадьбы ею якобы был написан знаменитый сонет.
Этот известный (и, судя по всему, единственный) её сонет постоянно фигурирует в антологиях итальянской ренессансной литературы. Согласно выдвинутой в Новое время версии, он написан не ею, а более поздним поэтом и историком феррарской литературы Джироламо Баруффальди (1675—1755) с целью придания бо́льшей драматичности истории гибели её супруга, то есть является результатом фальсификации. Отсутствие других произведений, написанных Барбарой Торелли, подтверждает эту версию. Путаница усугубляется наличием у неё дальней родственницы, одновременно тёзки, — ещё одной Барбары Торелли, по мужу деи Бенедетти (1546 — ок. 1600), которая полвека спустя действительно активно занималась поэзией и стала одной из двух первых итальяноязычных женщин-драматургов.

## Биография
О Барбаре Торелли-Строцци сохранилось мало биографических сведений, и имеющиеся данные часто противоречивы из-за путаницы с её младшей тёзкой (см. ниже). Она была представительницей аристократического рода Торелли. Её отца звали Марсилио II, 4-й граф Монтекьяруголо, а матерью её была Паола Секко д’Аррагоне — дочь знаменитого Франческо Секко, генерала д’Аррагоне (1423—1496), и Катерины Гонзаги, бастарда Лодовико III Гонзага. Марсилио оставил церковную карьеру в 1462 году после смерти старшего брата Маркантонио, поступив на службу Сфорца в качестве капитана и взяв заботу над феодом Монтекьяруголо.
У Марсилио и Паолы было четверо детей — Барбара, Кристофоро, Франческо и Орсина. Последний был заказчиком церкви Мадонна делла Мизерикордия, где под плащом Богородицы были изображены четверо коленопреклонённых юных Торелли. Эта фреска написана неизвестным мастером в 1483 году в церкви Святого Квентина в Монтекьяруголо с надписью «Hoc opus fecit fieri Ursina MCCCCLXXXIII». Возможно, Барбара родилась в отцовском замке, около 1475 года. Она жила там до 16 лет — в крытой галерее до сих пор сохранилась надпись: «1491, октябрь: великолепная мадонна Барбара Торелли, супруга мессира Эрколе Бентивольо, вышла отсюда, чтобы присоединиться к своему мужу в Пизе».

### 1-й брак
Лоренцо Молосси пишет о Барбаре, что она отличалась чрезвычайной красотой и учёностью и первым браком была за болонцем Эрколе Бентивольо (Болонья, 15 мая 1459 — сентябрь 1507), офицером при флорентийском дворе, по некоторым указаниям — в армии Чезаре Борджиа, отличившимся в рыцарском турнире в Болонье 1470 года, или командира Белых Рыцарей на флорентийской службе. Он был сыном Санте Бентивольо, синьора Болоньи, и Джиневры Сфорца, бастарда Алессандро Сфорца, синьора Пезары, причём приходился племянником деду Барбары по материнской линии — Франческо Секко. Он служил на стороне флорентийцев в войне против Генуи и находился тогда в Пизе. Жестокости, которым подвергал Барбару её первый муж, известны из рассказов современников.
Супруги жили в Пизе с конца 1491 по 1494 год, когда Бентивольо уехал на войну против пизанцев, в эти годы родились две их дочери, Констанца и Джиневра. Летом 1500 года Барбара собралась жить в Фермо, дворце, предоставленном ей мужем, который тогда находился на службе у папы римского. Здесь случилась драма,  положившая конец этому браку, который, вероятно, никогда не был счастливым. Эрколе раскрыл кражу, совершённую его слугой, и тот, желая заслужить милосердие, рассказал ему, что его жена пыталась его отравить и изменяла ему с его товарищем по оружию. Раскрылось, что это был навет, и слуга был убит Эрколе, а Барбару, которую по приказу супруга заключили в тюрьму, освободили. Но все же взаимное подозрение довлело над супругами: Эрколе опасался, что его травят, а Барбара — что её со дня на день убьют, так что в июне 1501 года она убежала в Урбино и укрылась у матери. Елизавета Гонзага, правившая городом и приходившаяся её матери двоюродной сестрой, позаботилась о ней.
Сильвестро Каландра, кастеллян Мантуи и секретарь Гонзага, находившийся в это время в Урбино, сообщил в письме 20 июля 1501 года маркизу Франческо II Гонзага, брату Елизаветы, об этом деле, добавляя, что Бентивольо, отправляясь воевать с Флоренцией, извинился перед женой и тещей, и попросил жену присоединиться к нему в Тоскане. В письме Каландра писал, что Бентивольо пытался заставить свою жену отдаваться другим, «продав» её за тысячу дукатов одному епископу, и он называет это в качестве ещё одного повода приютить её в Мантуе. Нет ничего странного, что Барбара не отправилась к мужу в Тоскану, а собралась отправиться в Мантую. Елизавета Гонзага писала своей невестке Изабелле д’Эсте 3 января 1502 года, прося о ней позаботится как о даме многих добродетелей и поселить в монастыре. Указывается, что Изабелла д’Эсте защитила Барбару Торелли от притеснений со стороны её мужа. Три дня спустя Елизавета Гонзага сопровождала в Феррару Лукрецию Борджиа, новую жену Альфонсо д’Эсте, и, вернувшись в Мантую, чтобы навестить своего брата Франческо Гонзага, мужа Изабеллы, узнала, что Чезаре Борджиа захватил Мантуанское герцогство.
Барбара обосновалась в Ферраре, где пыталась добиться, чтобы муж вернул ей 10 тыс. золотых дукатов. Он не собирался лишать себя такой огромной суммы, а также претендовал на то, чтобы их дочь Констанца, в тот момент находившаяся при дворе Мантуи, по достижении возраста вышла бы замуж за Алессандро Гонзага, сына Джованни и племянника маркиза Франческо, которому он её пообещал. Перед лицом этого требования Барбара и Констанца в феврале 1504 года обе укрылись в монастыре Тела Христова в Ферраре — не чтобы вступить орден, а чтобы обезопасить себя от Бентивольо. Здесь Барбара при поддержке Лукреции Борджиа начала переговоры о браке дочери с Лоренцо Строцци, сыном Тито Веспасиано Строцци и братом Эрколе Строцци.
В Ферраре её дом стали посещать многие поэты. Поэт Бембо именовал её в своем сонете rara donna, Эрколе Строцци писал, что из его сердца она вызывает rime leggiadre e conte. Она влюбилась в него и родила ему внебрачного ребёнка. Отношения между Эрколе и Барбарой начались, вероятно, в 1504 году. К этому времени он был отцом двух внебрачных детей (Тиринция и Романо), Барбара родила ему третьего сына, Чезаре, в 1505 году, тогда же Констанца вышла замуж за его брата, причем девушка испытывала большие проблемы с приданым из-за своего отца. Джиневра, вторая дочь Барбары, выйдет замуж за Галеаццо Сфорца, брата Джованни, владетеля Пезаро.

### 2-й брак
После смерти Бентивольо (июнь 1507) она вышла второй раз замуж — за своего возлюбленного Строцци, обаятельного хромого калеку, поэта и автора элегантных латинских элегий. Некоторые указывают, что венчание состоялось через два дня после разрешения Барбары от бремени дочерью Джулией (24 мая 1508 года), по некоторым указаниям, свадьба состоялась раньше, ещё в сентябре 1507 года. Свадьба была принята в Ферраре с неодобрением, поскольку Барбара вдовела всего несколько месяцев, и вдобавок вышла замуж за брата мужа своей дочери, создав сомнительную родственную связь.
К её ужасу, Строцци погиб 6 июня 1508 года (согласно каноническому варианту — через 13 дней после свадьбы) от руки убийцы. Об этом мы знаем из строки её сонета, говорящего о трагедии и «пяти и восьми днях» после свадьбы и многочисленных свидетельств современников. Строцци был найден залитым кровью из-за 22 ударов кинжалом, завернутым в собственный плащ на улице рядом с церковью Святого Франческо в Ферраре перед домом Каза Ромеи (где спустя несколько лет Лукрецией Борджиа будет основан монастырь Сан Бернардино).
Версий убийства выдвигали много: по приказу Альфонсо д'Эсте, третьего мужа Лукреции Борджиа, ревновавшего её к Строцци (или же бывшим любовником, вариант — отвергнутым поклонником самой Барбары); по приказу Лукреции из ревности к Барбаре или же из её опасений, что он выдаст её переписку с Пьетро Бембо, которой способствовал; по приказу Джан Галеаццо Сфорца из Пезаро — зятя-племянника первого мужа Барбары качестве вендетты (подробнее см. статью Эрколе Строцци).
Вдруг погас у Амура факел, стрела сломалась.

Лук пропал и колчан потерян: бог обессилел

Оттого, что жестокой Смертью тот ствол был спилен,

Под которым мне так спокойно в тени дремалось.

О, увы, не суметь ныне отыскать в могиле

Мне того, душу чью отобрал Рок, а не старость,

Только пять дней и восемь нам с любимым досталось

С той минуты, как руки в церкви соединили.

У меня больше нет желаний, одного алчу —

Замесить прах слезами, вылепить снова тело,

Холод смертный прогнать, дыханье вернуть обратно

И потом, с криком громким, с храбростью шестикратной,

Негодяю явить, что узы рассек, без плача,

И сказать: — Посмотри, всё может Любви бог сделать!.
Когда через 2 дня после убийства герцог Альфонсо не предпринял ничего для его расследования, Барбара вместе с двумя братьями покойного отправилась в Мантую, чтобы попросить Франческо II Гонзага (мужа Изабеллы д’Эсте). Мантуанский герцог не оказал им поддержки, объявив, впрочем, награду в 500 дукатов любому, кто предоставит информацию об убийстве (претендентов не объявилось) и став крестным отцом маленькой Джулии Вдова, по некоторым указаниям, была вынуждена скрыться от д’Эсте в Венеции и оставалась там по меньшей мере до 1513 года (о чём свидетельствует письмо секретаря феррарского герцога).
В 1518 году безутешная вдова жила в Реджио, Эмилия, по некоторым указаниям, в монастыре, где обещала отдать свою дочь Джулию в жены одному аристократу. Потом она на несколько лет возвратилась в Феррару; в 1524-29 она жила вместе с сыном Чезаре в Пизе, где 27 сентября 1527 года составила завещание.
Молосси указывает, что не знает ни имени её родителей, ни времени и места смерти, хотя вероятно это случилось в Парме около 1533 года, по некоторым указаниям 17 ноября. Другие источники указывают ту же дату, но говорят, что она умерла в Болонье, где было написано её завещание, отличающееся религиозными настроениями.
Её дочь от первого брака Джиневра после смерти Джан Галеаццо Сфорца вступила в брак с другим кондотьером, Манфредо Палавичино, который был убит французами в 1521, у них был сын Сфорца Палавичино (ум. ок. 1524, похоронен в Милане, Санта Мария делле Грацие). Констанца после смерти Лоренцо Строцци вышла замуж за командующего Филиппо Торньело (ум. ок. 1530). Джулия унаследовала красоту матери и вышла за богатого пармского аристократа Альберта Зоболи (Albert Zoboli), отличившегося на службе у папы Льва Х. Чезаре и Джулия, не будучи упомянуты в последнем завещании матери, вероятно, умерли до 1533 года. Это завещание 7 ноября 1533 года, составленное нотариусом Джованни Баттиста Кастеллани, перечисляло следующих её наследников: Сфорца Палавичино (сына Джиневры), Ливию Торньело (дочь Констанцы) и падчерицу Тиринцию (побочную дочь Эрколе Строцци). Также она упомянула своих племянниц (или внучек), Джиневру и Камиллу Строцци, монахинь в болонском монастыре Тела Христова, и ряд служанок, и выразила желание быть погребенной в Пизе, в часовне церкви Сан-Никола, где уже были похоронены её дочери Констанца и Джулия. (Очевидно, предыдущая воля быть погребенной в феррарской церкви Санта Мария ин Вадо, 1509, была отменена). Скончалась она, судя по отсутствию новых упоминаний, вскоре после этого завещания. Могилы семьи Торелли в пизанской церкви, сильно перестроенной в 1572 году, не сохранились.

### Сонет
В 1713 году Джироламо Баруффальди, в своем собрании произведений феррарских поэтов, посвященном далекому потомку Эрколе Бентивольо, апостольскому послу во Франции Корнелио Бентивольо д' Арагона, напечатал сонет «На смерть супруга», приписав его перу Барбары Торелли с коротким пояснением: «Жены Эрколе Строцци на его смерть, донны высокого происхождения, редкой красоты и больших знаний, и поэтому привлекавшей многих. На похоронах её супруга Эрколе, бывших в году 1509 [тут он напутал дату] и описанных Челио Кальканьини, прочтён этот сонет».
Луиджи Уги в 1804 году перепечатал его, расширив примечание Баруффальди: «Её сонет, в котором она оплакала смерть своего мужа, и который был напечатан у Челио Кальканьини в 1509 году вместе с описанием обстоятельств похорон». В действительности книга «Oratio tumultuario habita a Coelio Calcagnino in funere Herculis Strozae», опубликованная Кальканьини в 1513 в Венеции не включала этих стихов.
Джозуэ Кардуччи высоко оценил этот сонет, а филолог Джулио Бертони считал, что он написан Ариосто. Микеле Каталано считал, что все же он написан Барбарой Торелли. Неоспоримым остается факт, что современники Барбары его не знали и, расхваливая различные её добродетели, ни разу не упоминали её поэтические таланты. Ввиду факта, что сонет известен только благодаря публикации Баруффальди, скорее всего, именно он создал эту фальсификацию.

## Вторая Барбара Торелли
Барбара Торелли деи Бенедетти (Barbara Torelli dei Benedetti) — супруга Джан Паоло Бенедетти, полная тёзка и младшая родственница знаменитой прекрасной вдовы оставила более важный след в истории итальянской литературы, главным образом — драматургии. Она родилась 21 февраля 1546 года, также в Парме, умерла около 1600 года. Падро Иреней Аффо указывает, что она была дочерью жителей Пармы Маддалены Мусаччи (Maddalena Musacchi) и Гаспаре Торелли (Gaspare Torelli), бастарда Франческо, владетеля Монтекьяруголо (и, видимо, брата первой Барбары). Дата её смерти этому исследователю не известна. Наполи-Синьорелли указывает, что она была кузиной графа Помпонио Торелли, графа Монтекьяруголо. Аббат Саверио Беттинелли предоставляет некоторые данные о её семье, указывая, что она была сестрой Ипполиты, ставшей супругой знаменитого Бальдассаре Кастильоне. Муж её скончался в 1592 году.
Написала пасторальную пьесу Parthenius (Partenia) (ок. 1587), которая не была опубликована (существует совр. перевод на англ. яз.). Бернардино Бальди в посвящении к своему XII сонету упоминает это сочинение: «A Barbara Torelli de' Benedetti, che aveva composta una favola pastorale, intitolata Partenia». Это произведение упоминает и аббат Беттинелли. Оно делает её и Маддалену Кампилия первыми женщинами-драматургами на светский сюжет в итальянской литературе. В этой пьесе, созданной ещё до появления оперы, одна из сцен разворачивается в саду виллы герцога Фарнезе, и ряд речей персонажей, написанных в форме мадригалов, предназначались для пения, что видно из реплик типа «у меня нет иного удовольствия, чем созерцать твою красоту и слушать гармонию твоего голоса» (fos.62-63) и «Сия гармония, какую я никогда не услышу вновь и чьи тона так сладки, склоняет меня подчиниться твоим желаниям» (fol. 88).
В справочниках перечисляются её сонеты:
- Un sonetto nel libro di Paolo Filippi, intitolato: «Rime alla nobilissima sua donna». Torino, presso il Tarino, 1601, in-4°.
- Un sonetto in lode di Muzio Manfredi, stampato insieme colla tragedia di lui in Bergamo, 1593.
- Un sonetto in principio del libro intitolato: «Complimenti di Paolo Filippi dalla Briga». Torino, pel Tarino, 1601, in-4°.

## Изображения
- В Британском музее хранятся две медали[24][25] с изображением Барбары Торелли, атрибутируемые Никколо Фьорентино. На другой стороне изображена аллегория Надежды, что типично для этого автора[26].
- В кинофильме «Лукреция Борджиа» (1940) роль Барбары исполняет Пина де Анджелис.